# Johannes von Gmunden
Johannes von Gmunden (Johannes de Gamundia, it. Giovanni Egmondo, * um 1380/84 in Gmunden, Oberösterreich; † 23. Februar 1442 in Wien) war ein österreichischer Mathematiker und Astronom. Er gilt als Begründer der angesehenen Wiener astronomischen Schule.

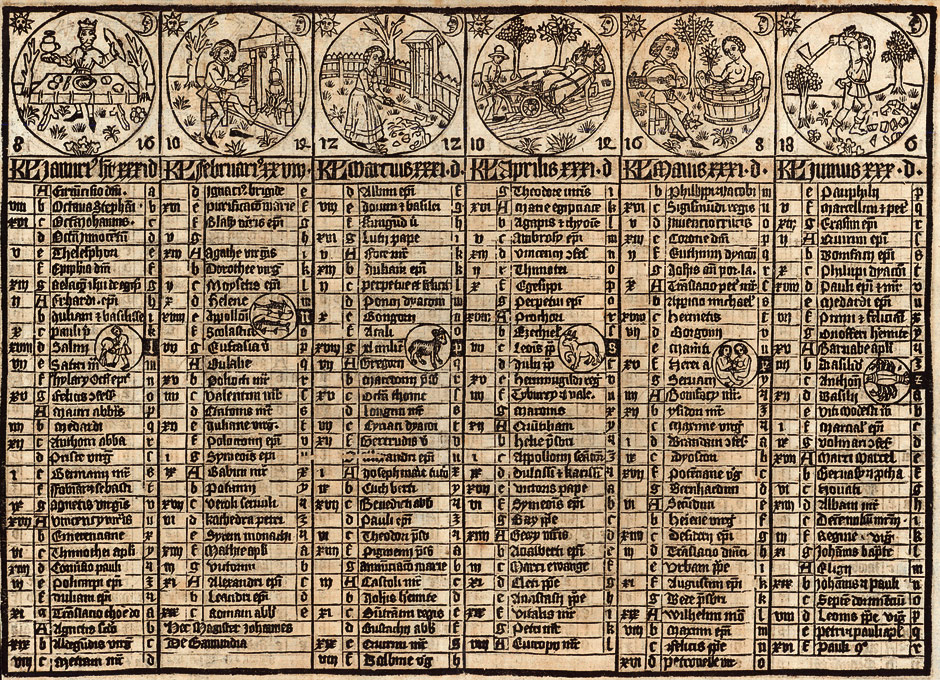
Kalender nach Johannes von Gmunden, Druck um 1470

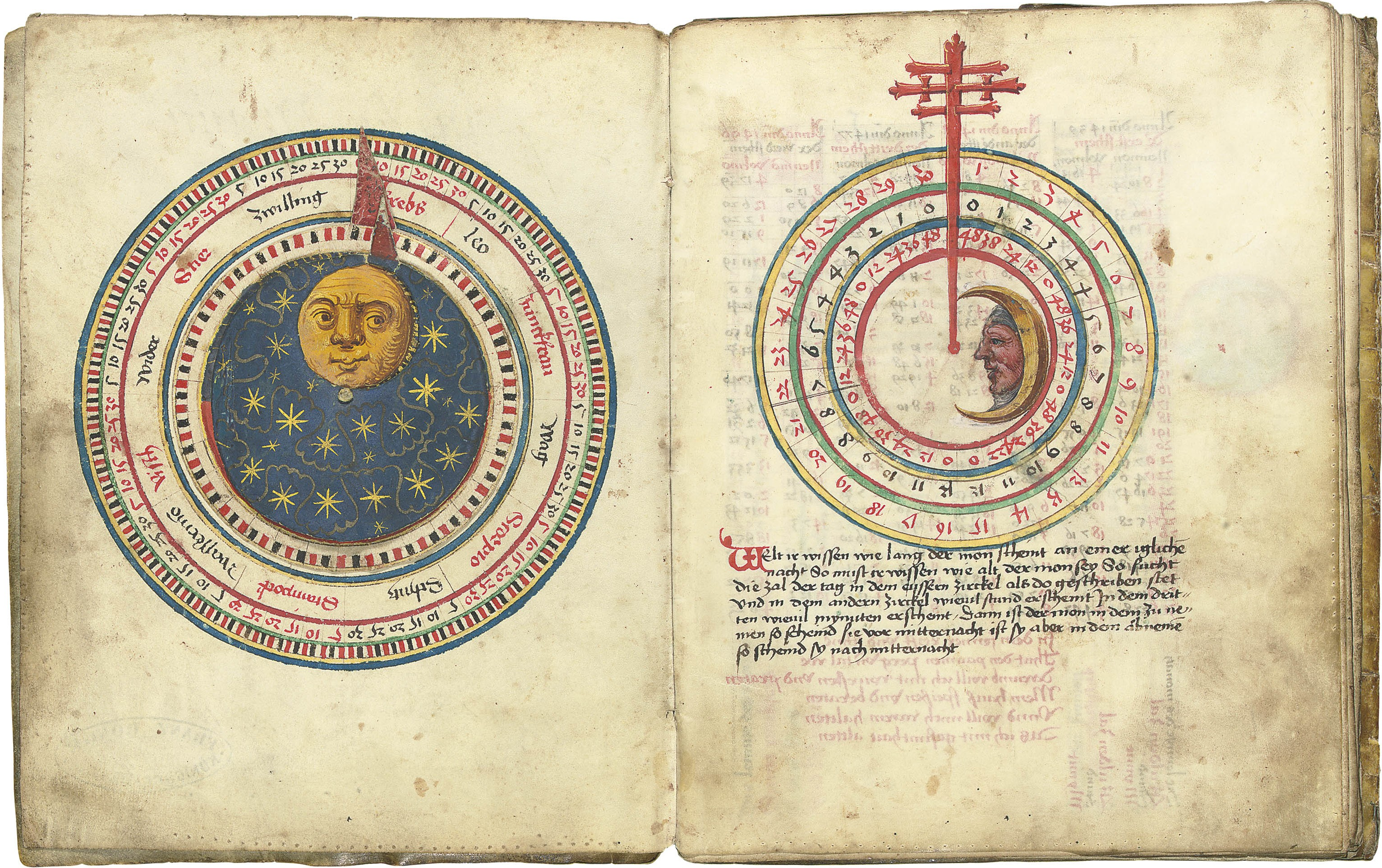
Sonnen- und Mondkalender (Nürnberg 1496). Mondkulminationen in Funktion des Mondalters (1–29 Tage)

## Leben
Er wurde in Gmunden (Oberösterreich) geboren und gehörte wohl zur Familie des Salzamtmanns Friedrich Kraf(f)t. Er stammt nicht, wie die ältere Forschung vermutete, aus Gmünd in Niederösterreich oder aus Schwäbisch Gmünd in Württemberg. 1406 wurde er an der Universität Wien zum Magister promoviert. Ab 1408 hielt er dort Vorlesungen über die Physik von Aristoteles (1408), Meteora (1409, 1411), Petrus Hispanus (1410) sowie algorismus de minutiis (1412). Johannes war auch dafür bekannt, dass er seine Ausführungen mit Funktionsmodellen anschaulich machte und mit seinen Schülern astronomische Instrumente aus Pappe anfertigte. So konnten die Studenten bei ihm die Funktion und den Gebrauch des Astrolabs lernen. Nach einer schweren Krankheit im Jahre 1412 studierte er außerdem Theologie, die er mit dem Grad eines Bakkalaureus 1416 abschloss. Seine Vorlesungen setzte er erst ab 1419 fort, diesmal über algorismus de integris.
Der Universalgelehrte Georg Tannstetter fügte 1514 seiner Ausgabe astronomischer Tabellen auch eine Geschichte der Wiener Mathematiker und Astronomen bei: Viri mathematici. Diese Geschichte behandelt auch Joannes de Gmunden, insb. seine Schriften und seine Schüler. Johannes von Gmunden erstellte Planetentafeln (1437 und 1440) und Kalender (Almanache). Die von ihm begonnene, erstmals gedruckte Kalenderserie für den Zeitraum 1439 bis 1514 fand weite Verbreitung, selbst heute sind noch 99 Abschriften vorhanden. Er regte auch die Neubearbeitung der Alfonsinischen Tafeln an, die aber erst sein Nachfolger Georg von Peuerbach und dessen Schüler Regiomontanus durchführte. Der erst 30-jährige Peuerbach, der seit 1448 an drei italienischen Universitäten gelehrt hatte, wurde im Jahre 1453 an den Lehrstuhl berufen.
Johannes von Gmunden gilt neben Heinrich von Langenstein als Begründer einer Schule bedeutender Astronomen, Mathematiker und Kartografen in Wien. Als Domherr am Stephansdom wurde er in dieser Kirche bestattet. Seine Instrumente, astronomischen, mathematischen und astrologischen Handschriften vermachte er der Universität Wien, wo sie den Grundstock der späteren Universitätsbibliothek bildeten. Wichtig waren v. a. seine Lehrbehelfe zur Numerik, zur Bruchrechnung und zum Wurzelziehen.
Der Asteroid (15955) Johannesgmunden wurde zu seinen Ehren benannt. Zu seinem 600. Geburtstag gab die Österreichische Post im Jahr 1984 eine Sonderbriefmarke heraus.

## Bibliografie
- Kathrin Chlench, Beatriz Porres de Mateo, Rudolf Simek: Johannes von Gmunden – Personalbibliographie. In: Rudolf Simek (Hrsg.): Johannes von Gmunden – Astronom und Mathematiker. Fassbaender, Wien 2006 (Studia Medievalia Septentrionalia 12), S. 183–223.

## Werke
- Astrolabii quo primi mobilis motus deprehenduntur canones (1515)
- Hubert L. L. Busard (Herausgeber) Johannes de Gamundia: Der Traktat De sinibus, chordis et arcubus von Johannes von Gmunden, Österreichische Akademie der Wissenschaften, Denkschriften der math-naturwiss. Klasse, Band 116/3, Springer Verlag (in Kommission), Wien 1971
- Kathrin Chlench: Johannes von Gmunden deutsch. Der Wiener Codex 3055 ; deutsche Texte des "Corpus astronomicum" aus dem Umkreis von Johannes von Gmunden. Fassbaender, Wien 2007, ISBN 3-900538-99-9.

## Einzelbelege
1. ↑  Ralf Kern: Wissenschaftliche Instrumente in ihrer Zeit. Bd. 1: Vom Astrolab zum mathematischen Besteck. Köln, 2010. S. 105.
2. ↑  Hg. und übersetzt in Franz Graf-Stuhlhofer: Humanismus zwischen Hof und Universität. Georg Tannstetter (Collimitius) und sein wissenschaftliches Umfeld im Wien des frühen 16. Jahrhunderts. Wien 1996, S. 156–171 (dort S. 157f).
3. ↑  Eintrag zu 600. Geburtstag des Naturwissenschafters Johannes von Gmunden im Austria-Forum (als Briefmarkendarstellung)